# Smittia seiryuwexea
Smittia seiryuwexea är en tvåvingeart som beskrevs av Sasa, Suzuki och Sakai 1998. Smittia seiryuwexea ingår i släktet Smittia och familjen fjädermyggor. Inga underarter finns listade i Catalogue of Life.